# 香港麗思卡爾頓酒店

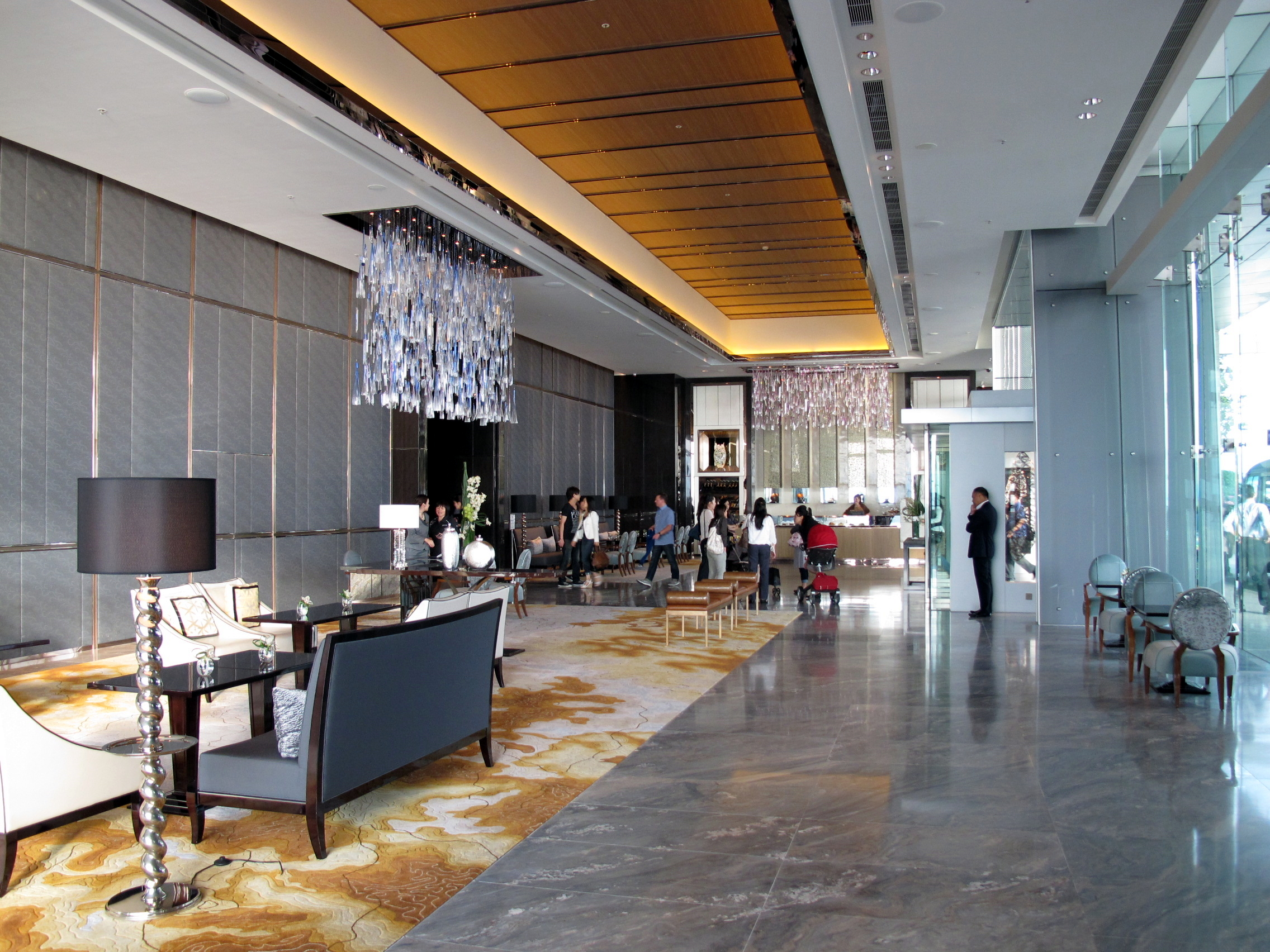
9樓大堂

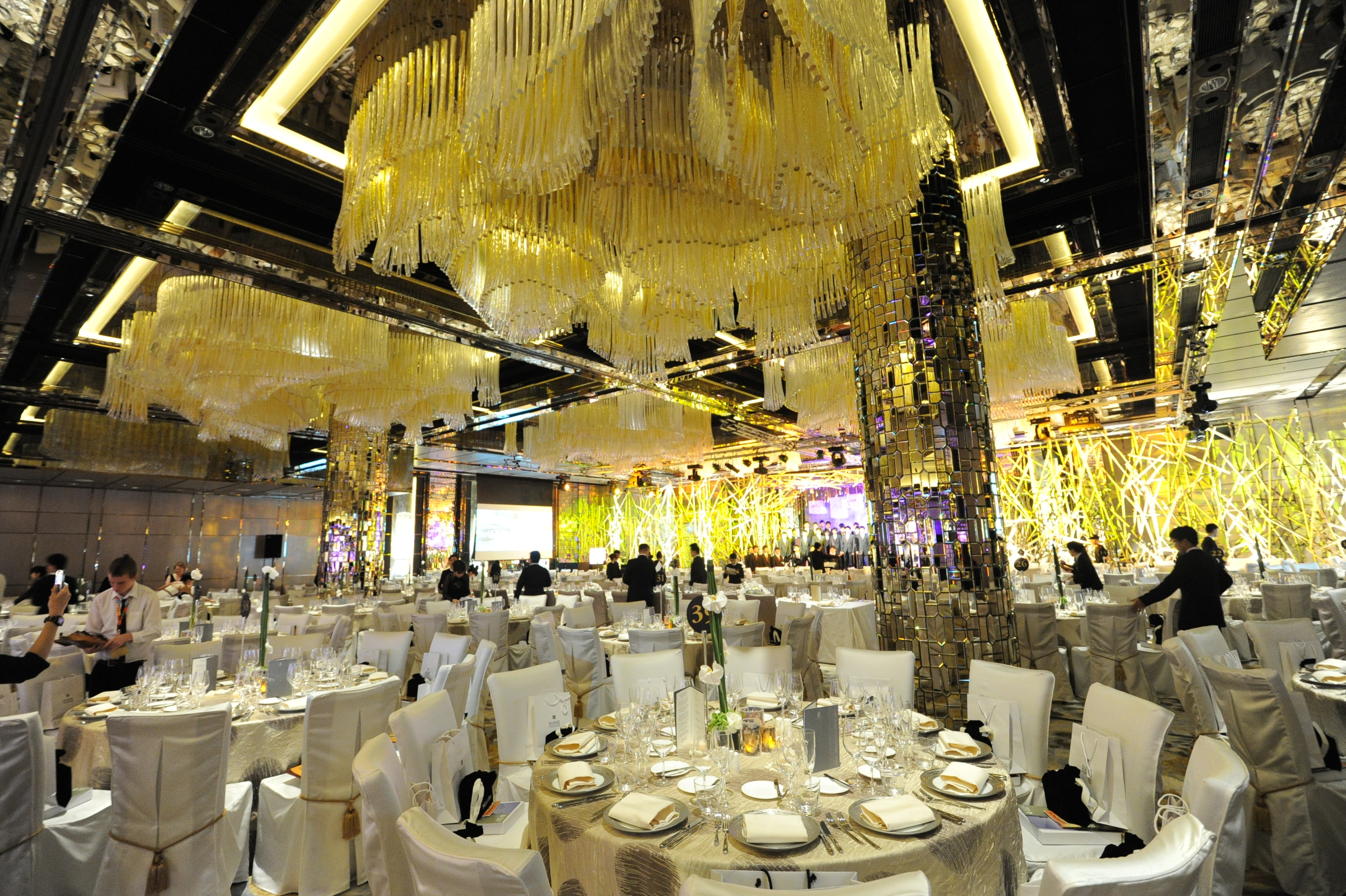
宴會廳

香港麗思卡爾頓酒店（英語：The Ritz-Carlton, Hong Kong）位於香港九龍油尖旺區西九龍柯士甸道西1號環球貿易廣場3至9樓及最高17層（102至118樓），前身是香港麗嘉酒店（1993-2008年），由麗思卡爾頓酒店管理集團經營。
酒店原定2010年12月開業，最終延遲至2011年3月29日。當時是全球最高酒店，2019年9月10日被廣州瑰麗酒店超越，2021年6月19日再被上海中心J酒店超越。

## 設施
酒店提供312間客房，房間面積由50平方米至365平方米。所有房間均提供完善及時尚的配備，包括無線寬頻上網、iPod機座、藍光播放機及LCD電視機。部份房間可以飽覽維多利亞港、九龍半島美景甚至深圳平安金融中心頂部
其他設施包括設全港最大的宴會廳之一，佔地930平方米及4間大型會議室。酒店116層的水療中心，設有9間豪華理療室和2間雙人套房。118層為健身中心和一個以發光二極管天花屏幕（28米x7米）裝飾的室內游泳池，亦是全球最高的游泳池。

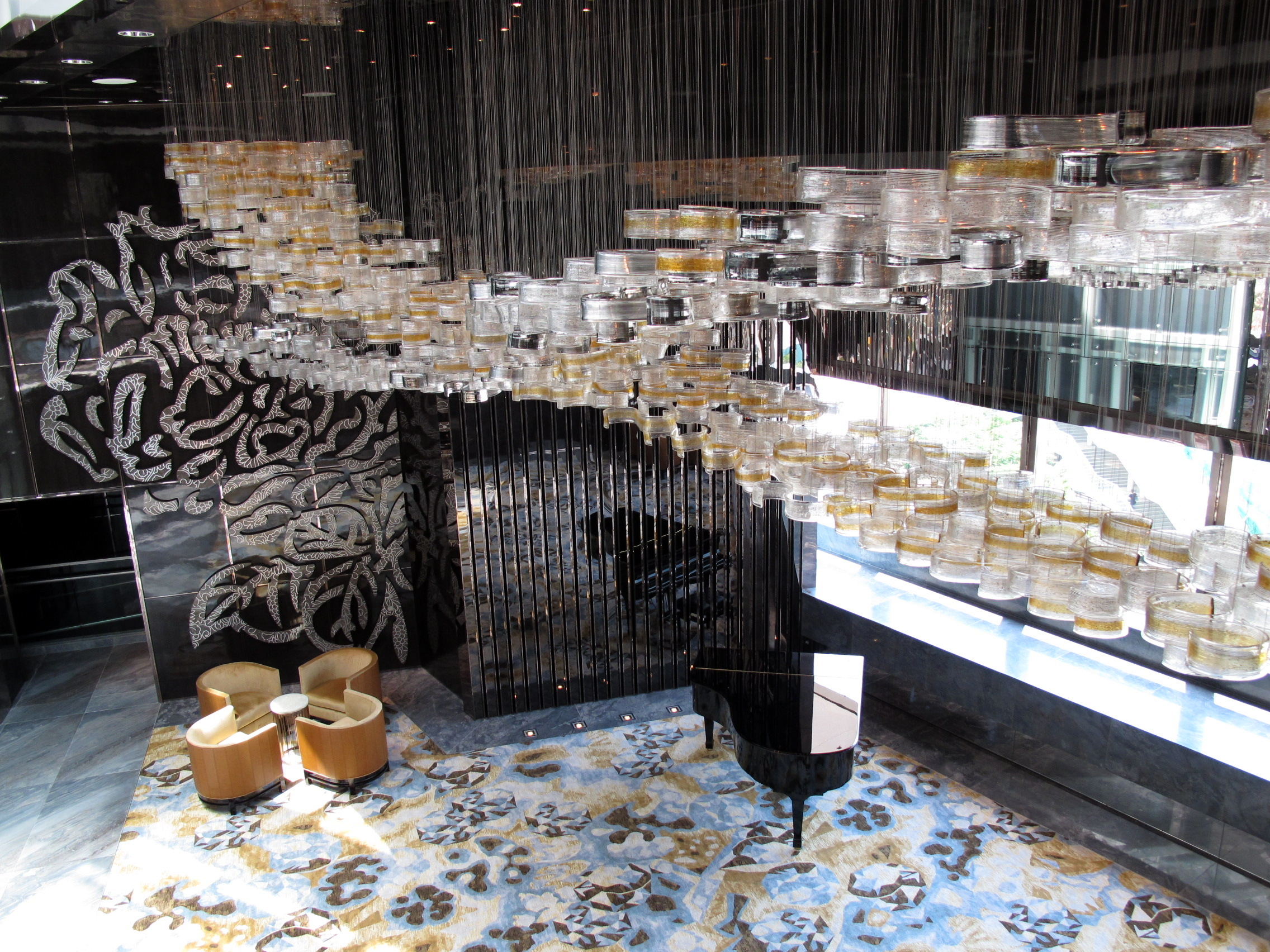
3樓宴會廳大堂裝飾
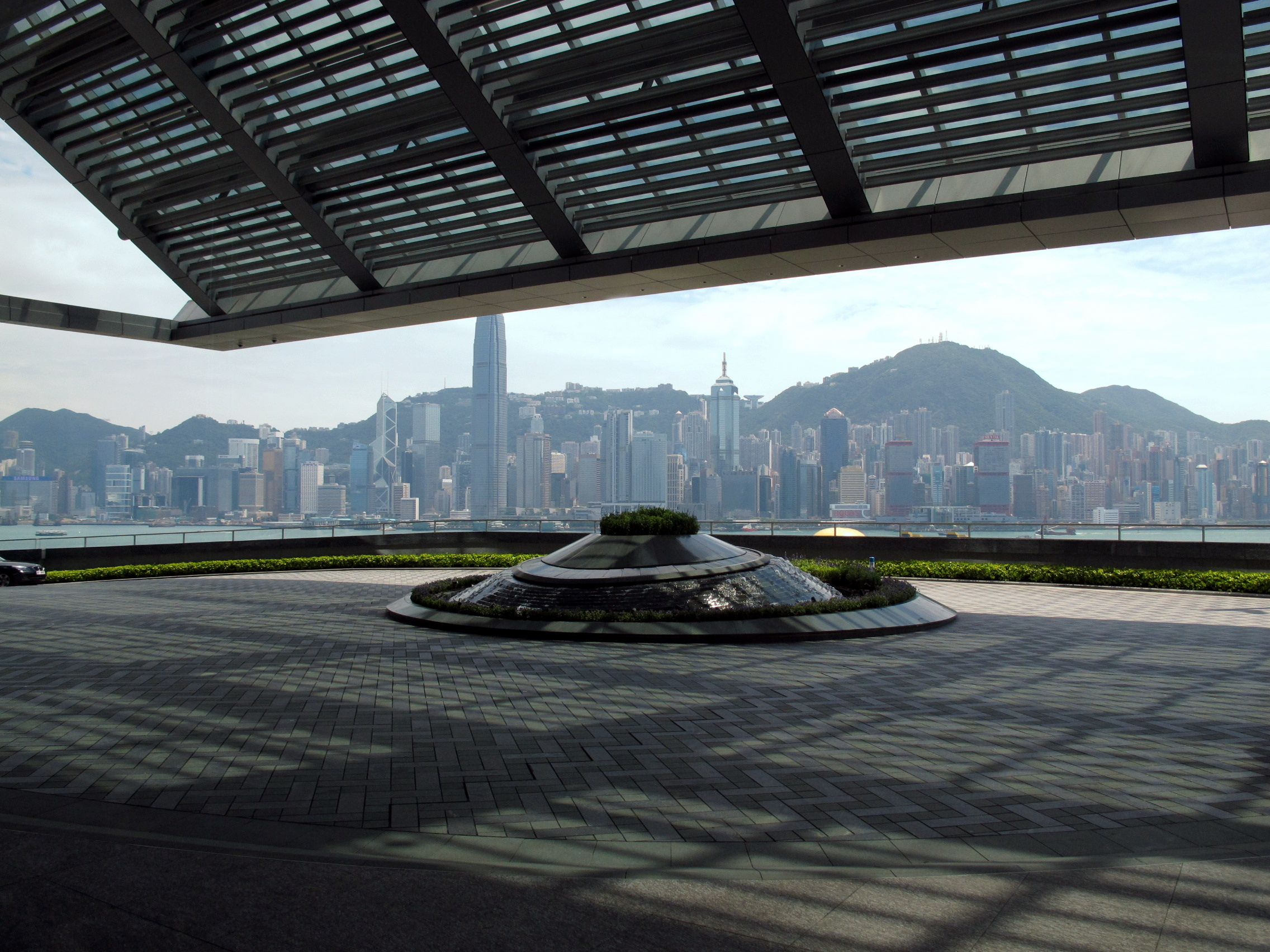
9樓大堂車道
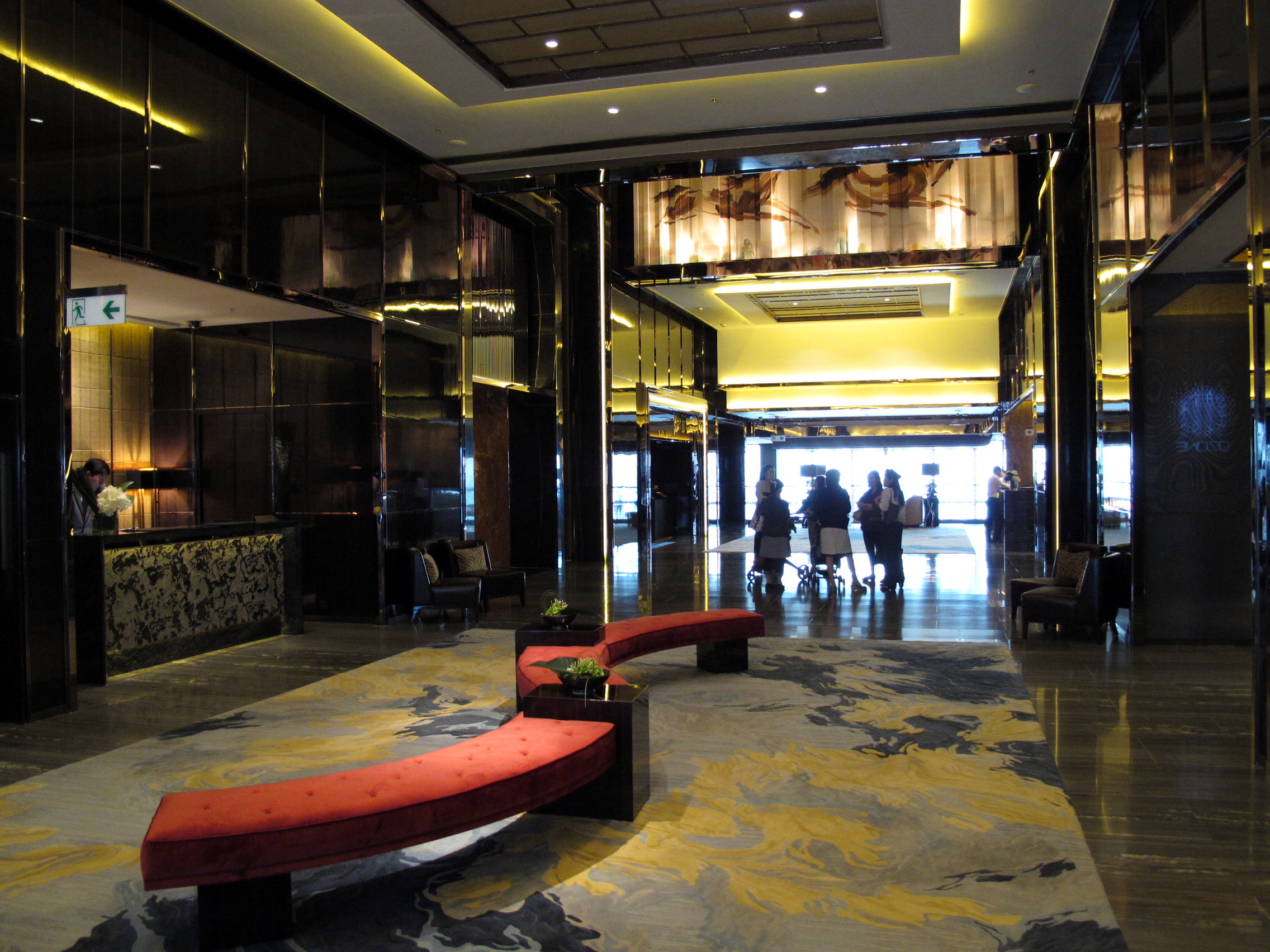
103樓大堂

## 食肆
酒店設有6間食肆，包括由從前著名的Toscana易命重開的Tosca意大利餐廳。Tosca 自2013年4月由主廚Pino Lavarra掌舵後，短短八個月內便令Tosca榮獲米芝蓮一星美譽。另外，位於102樓的中菜廳「天龍軒」，在主廚劉秉雷師傅的帶領下，令中菜廳連續第三年獲得米芝蓮二星的高度榮譽，當中的蜜燒西班牙黑豚肉厚切叉燒為招牌菜式，廣為世界各地的媒體報道。以西式餐飲為主的大堂酒廊及PastryGems，由日本SPINDesignStudio設計。當中最為矚目的，為位於103層以巧克力為主題，製成多款巧克力菜式的Chocolate Library餐廳，於2012年來易名為 Cafe 103，與多個國際品牌合作，設計出多款特別的巧克力下午茶。
另外，位於頂層118樓的OZONE露天酒吧及壽司吧，由著名BoutiqueDesign公司Wonderwall設計，它亦於2013年取得健力士世界紀錄-世界最高的天際酒吧。

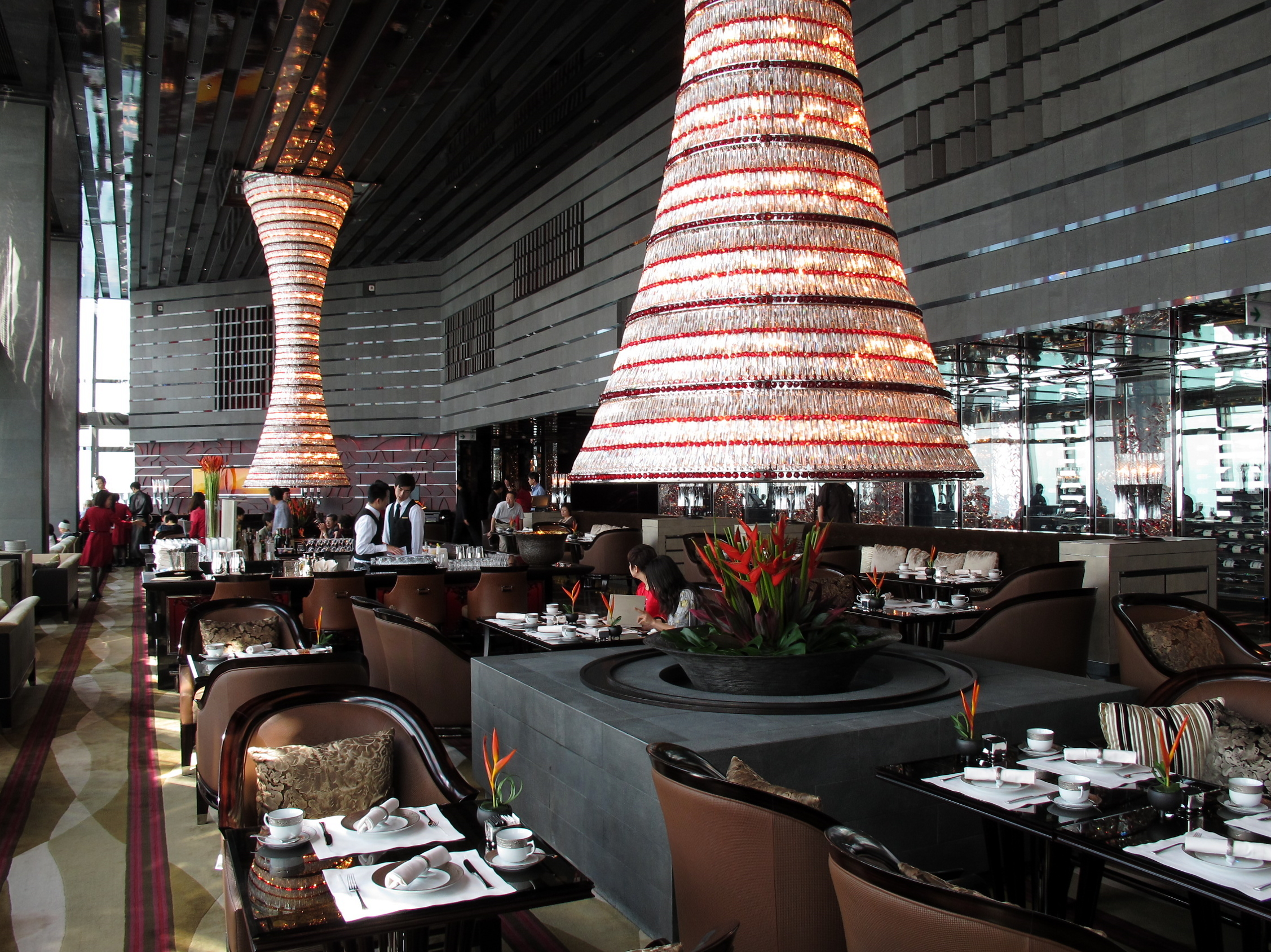
大堂酒廊 The Lounge & Bar
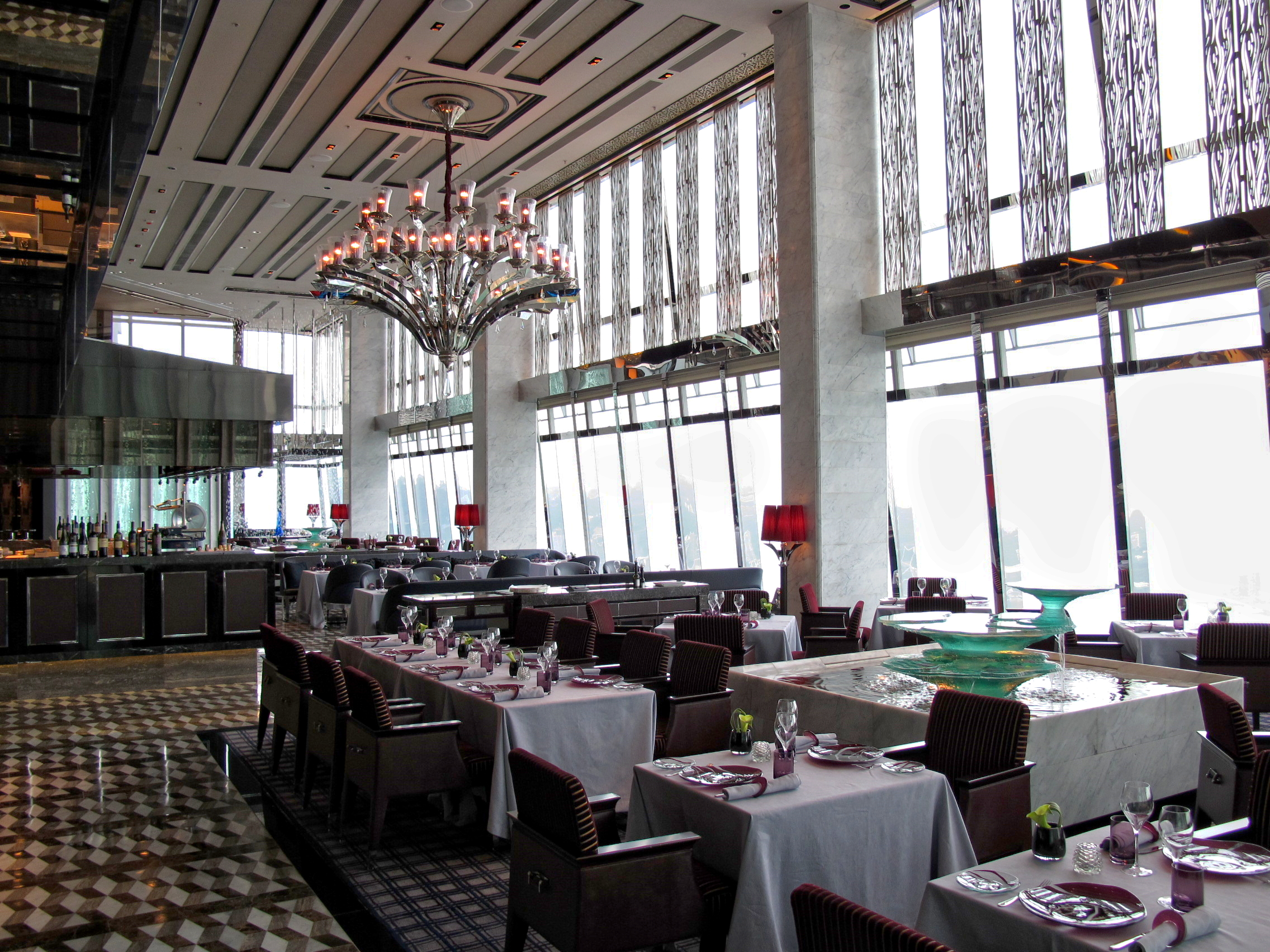
意大利餐廳 Tosca
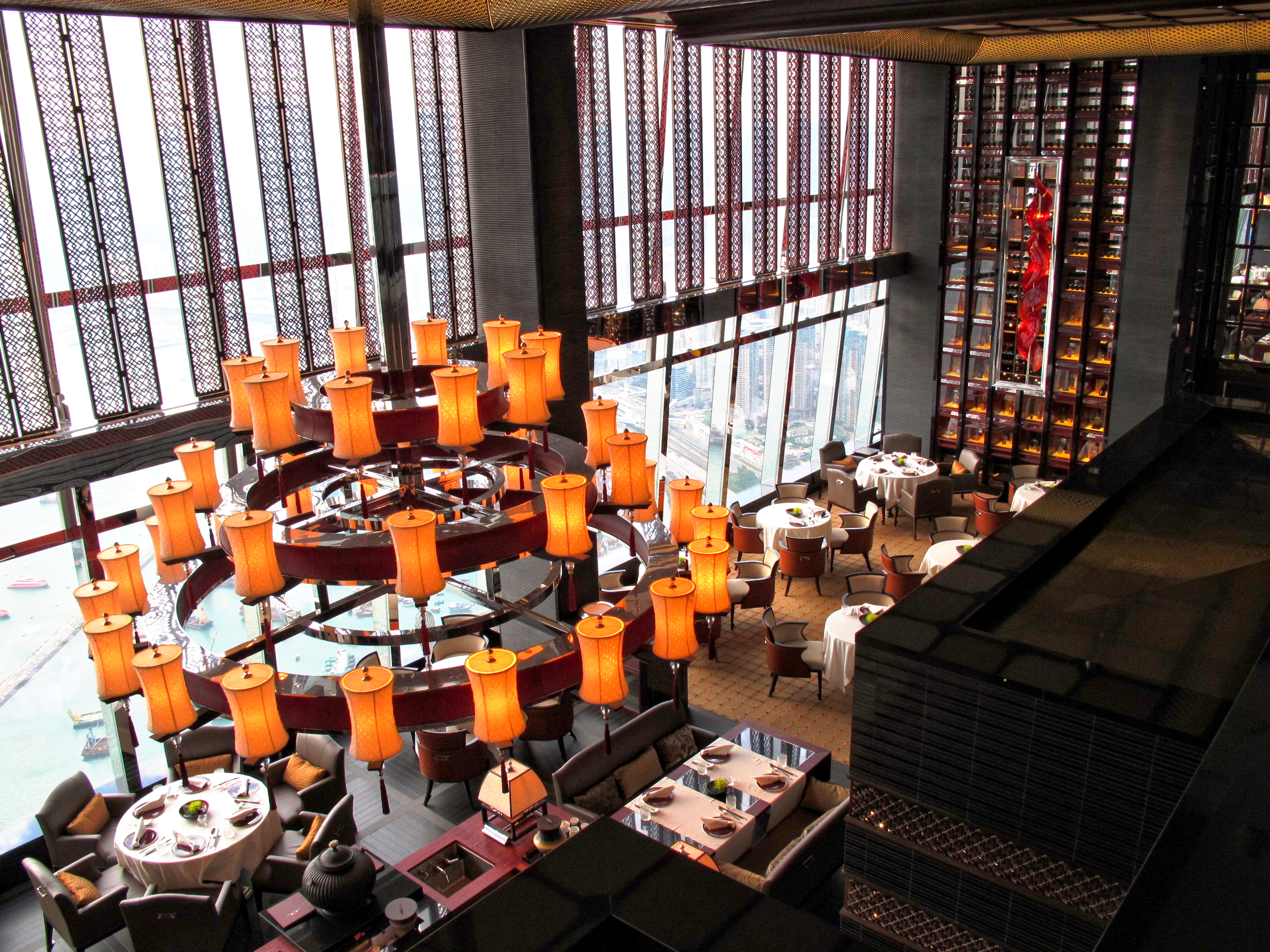
中菜廳「天龍軒」
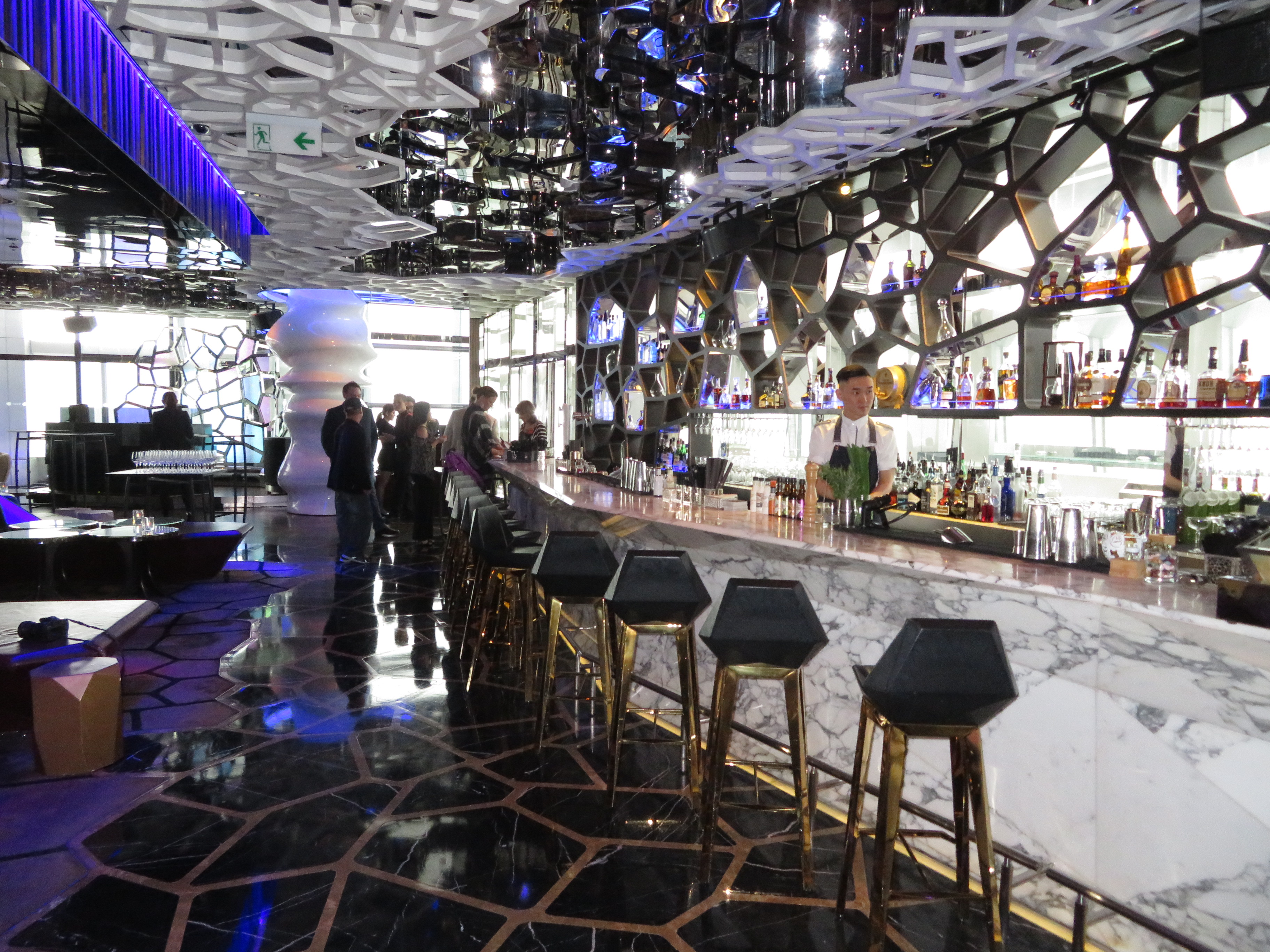
頂層118樓OZONE酒吧

## 事件

### 女子墮樓案
2017年8月9日凌晨3時許，一名29歲女子被發現倒臥環球貿易廣場對開的士站馬路位置，經調查後該女子為廣東政協常委廖榕就的29歲女兒廖依琳，在7日至凌晨登記入住本酒店，懷疑有人從102層的隔火層位置攀過圍欄墮下，大廈10餘樓凸出的玻璃窗被發現碎裂，疑為女事主墮樓時壓中。

### 雙重謀殺案
2018年1月14日清晨，一個南韓籍3人家庭（包括42歲夫婦及7歲兒子）入住的房間發生命案，男事主疑經營朱古力品牌Rocky Mountain Chocolate Factory生意失敗，致電身在南韓的友人聲稱一家人要自殺，友人致電南韓警方，後轉介南韓駐香港總領事館求助，領事館再聯絡酒店了解，職員用後備匙開門，發現一對母子身中多刀倒斃房內，警員到場拘捕疑兇並撿走一把不屬於酒店而染血的刀，男子被捕時滿身酒氣。酒店發言人就事件回覆稱，對不幸事件深表同情，正配合警方調查。。
涉案男子被逮捕後一直還押荔枝角收押所，直至同年4月16日被懲教署職員發現在監房內用床單上吊自殺身亡。一星期後獲法官批准撤銷所有控罪。
2021年12月20日，死因庭就事件展開死因研訊，陪審團一致裁定涉案男子死於自殺。

### 周慧賢命案
23歲瑜伽導師周慧賢原定2022年6月30日於凌晨2時登機赴美國進修，惟在6月29日下午與前男友離開寓所後失蹤，家人報警並在網上發帖尋人。其28歲前男友勞浚銘在6月30日到警署自首，警方其後在西九龍麗思卡爾頓酒店發現一具女屍，為周慧賢。死者身中逾三十刀，並被放置於浴缸中放血。

## 相關
- 澳門麗思卡爾頓酒店
- 北京金融街丽思卡尔顿酒店
- 北京丽思卡尔顿酒店
- 成都富力丽思卡尔顿酒店
- 广州丽思卡尔顿酒店
- 三亚丽思卡尔顿酒店
- 上海波特曼丽思卡尔顿酒店
- 上海浦东丽思卡尔顿酒店
- 深圳丽思卡尔顿酒店
- 天津丽思卡尔顿酒店

## 外部參考
- 香港麗思卡爾頓酒店 （页面存档备份，存于）